# Raúl Sifuentes
Raúl Sifuentes Guerrero  (San Pedro de las Colonias, Coahuila 19 de marzo de 1958)  es un político mexicano. Fue candidato a la alcaldía de Torreón por Movimiento Ciudadano en las elecciones del 2013. En 2020 fue candidato a diputado plurinominal al Congreso de Coahuila por Movimiento Ciudadano.

## Formación
Raúl Sifuentes es egresado de la Facultad de Jurisprudencia de la Universidad Autónoma de Coahuila, Saltillo, como Licenciado en Derecho. Así mismo, concluyó sus estudios de Maestría en Sociología en la Universidad Iberoamericana Ciudad de México. Sifuentes tiene una especialidad en Derecho Constitucional en la División de Posgrados de la Facultad de Derecho de la Universidad Nacional Autónoma de México (UNAM) y ha cursado diversos diplomados en áreas como análisis político y estrategia política.
Fungió como Secretario Académico de la Escuela de Ciencias de la Administración de la Universidad Autónoma de Coahuila. Se desempeñó como catedrático de Derecho Civil en la Escuela de Ciencias de la Administración de la Universidad Autónoma de Coahuila y en las materias de Derecho Constitucional, Ciencia Política y Teoría del Estado en la Facultad de Jurisprudencia de la misma Institución Educativa. Así mismo, laboró como catedrático adjunto de Ciencia en la Facultad de Derecho de la UNAM.

## Trayectoria política
En lo político, fue Calificador y Revisor del Registro Agrario Nacional de la Secretaría de la Reforma Agraria (México, D.F. 1979), trabajó como Delegado en Occidente en la Dirección General del Registro Agrario Nacional de la Secretaría de la Reforma Agraria (Guadalajara Jalisco 1980).
Fue Coordinador General del Padrón Nacional Campesino de la Secretaría de la Reforma Agraria (México, D.F. 1981), secretario General de la Liga Municipal de Organizaciones Populares de CNOP, en San Pedro de las Colonias (1986), candidato del PRI a diputado local por el V Distrito del Estado de Coahuila, con cabecera en San Pedro de las Colonias (1988) y asesor titular del Ejecutivo del Estado de Coahuila, Eliseo Mendoza Berrueto (Saltillo, Coahuila 1990).
Raúl Sifuentes Guerrero fue Subprocurador de la Procuraduría General de Justicia del Estado de Coahuila, en Torreón, Coahuila (1991 a 1993), fungió como Director de Prestaciones Sociales de la Secretaría de Desarrollo Social del Gobierno Federal  (México, D.F. 1993) y como Delegado Especial de la Secretaría De Gobernación del Gobierno Federal (México, D.F. 1994). A partir de junio de 2014 es nombrado dirigente estatal del partido político Movimiento Ciudadano cargo que ostenta hasta la actualidad.
Adicionalmente, se desempeñó como Secretario de Organización  del Comité Directivo Estatal del PRI en Coahuila de 1995 a 1996, fue director general de Averiguaciones Previas de la Procuraduría General de la República en 1997, Secretario de Gobierno del Estado De Coahuila (de 1999 a 2005) y Coordinador General de la Campaña del Lic. Enrique Martínez y Martínez, candidato del PRI a Gobernador del Estado de Coahuila, en la región Lagunera.

### 1999-2005
El bloque lagunero priista (del cual era miembro Sifuentes) en 1999 rechazó un pacto con el entonces gobernador Rogelio Montemayor para apoyar la candidatura de su abanderado Jesus María Ramón y alcanzó un acuerdo con su adversario Enrique Martínez y Martinez quien derrotó al montemayorista en la interna del tricolor. Para el otoño de ese mismo año, Sifuentes fue nombrado coordinador de campaña a la gubernatura además de lograr que un lagunero, Oscar Pimentel, fuera nominado a la alcaldía de Saltillo el bloque consiguió que el mismo Sifuentes se quedara con la Secretaria de Gobierno una vez que Martinez y Martinez derrotó al lagunero Juan Antonio García Villa (PAN-PRD) en la elección general de octubre.
Como integrante del gabinete estatal, Sifuentes fue pionero en la co-habitación del gobierno estatal con el Partido Acción Nacional a cambio, el partido albiazul recibió las alcaldías de Torreón y Ramos Arizpe en 2002. También fue la primera vez que el Partido de la Revolución Democrática se llevaría la alcaldía de San Pedro de las Colonias y Ocampo. Mientras el partido local Unidad Democrática de Coahuila ganaba el ayuntamiento de Muzquiz. Las concesiones a los partidos entregaron dividendos al gobierno estatal priista pues la mayoría de las iniciativas de Enrique Martinez y Martinez al Congreso local fueron aprobadas sin oposición alguna. 
La "co-habitación" de Sifuentes con la oposición fue replicada por futuros gobernadores como Humberto Moreira (2005-2009), Rubén Moreira (2012-2014) y Miguel Riquelme (2017-  ).

## Legado
Aunque ocupó cargos de relevancia a nivel estatal, Sifuentes desapareció de la escena política en la entidad después de su fallida candidatura al Senado en 2006 por la coalición por el bien de todos (PRD-PT-Convergencia), sin embargo, siete años después, en 2013 reapareció de manera sorpresiva como candidato del partido político Movimiento Ciudadano a la alcaldía de Torreón. Aunque no ganó la alcaldía fue pieza clave para que su excompañero en el PRI Miguel Riquelme Solís mantuviera una ventaja en votos sobre el candidato panista quien sufrió una baja de sufragios a manos de Sifuentes lo suficiente para que Riquelme ganara "in extremis" la elección como presidente municipal y a partir de ahí arribar a gobernador del estado en 2017. Sin Sifuentes en la boleta en 2013, Riquelme difícilmente habría llegado a la gubernatura cuatro años después.
En julio del 2014 el partido Movimiento Ciudadano designó a Sifuentes como su dirigente estatal en Coahuila cargo que ejerció hasta junio del 2020.